# Mariano Zabaleta
Mariano Zabaleta (* 28. Februar 1978 in Tandil) ist ein ehemaliger argentinischer Tennisspieler.

## Karriere
Zabaleta war von 1996 bis 2010 Profi und gewann in dieser Zeit drei Turniere der ATP World Tour – allesamt auf Sand, seinem Lieblingsbelag.
Er begann im Alter von sieben Jahren mit dem Tennisspielen. 1995 dominierte er die Juniorenszene und kassierte seine einzige Niederlage des Jahres im Viertelfinale der US Open gegen Peter Wessels. Bei den Italian Open, deren Finale er mit 6:4, 6:2 gegen Martin Lee gewann, gab er keinen Satz ab. Gleiches gelang ihm bei den French Open, wo er im Endspiel Mariano Puerta mit 6:2, 6:3 besiegte. Schließlich triumphierte er auch beim Orange Bowl, der inoffiziellen ITF-Junioren-Weltmeisterschaft, wo er nur im Finale bei seinem 6:2-, 3:6-, 6:1-Erfolg gegen Tommy Haas einen Satz abgab. Er beendete seine Juniorenkarriere im selben Jahr als Erster der Weltrangliste und mit einer Bilanz von 81 Siegen bei 6 Niederlagen.
Im April 1996 feierte Zabaleta in Birmingham mit einem 6:4, 6:4 gegen Bill Behrens seinen ersten Challenger-Turniersieg. Einen Monat später nahm er erstmals an einem Turnier der Tennis Masters Series in Rom teil, schied jedoch in der ersten Runde aus.
Auch sein erster Grand-Slam-Auftritt, 1997 bei den French Open, endete frühzeitig. Besser lief es dort für ihn 1998, als er in der ersten Runde den Weltranglistenzweiten Petr Korda mit 6:0, 6:2, 3:6, 4:6, 6:3 aus dem Turnier warf. Er bezwang anschließend auch Jeff Tarango, bevor er in der dritten Runde gegen den Marokkaner Hicham Arazi ausschied. Noch im gleichen Jahr holte Zabaleta in Bogotá seinen ersten Titel der ATP World Tour und am Jahresende befand er sich erstmals unter den Top 100 der Weltrangliste.
1999 erreichte er beim Hamburg Masters das Finale, das er gegen Marcelo Ríos mit 7:65, 5:7, 7:5, 6:75, 2:6 verlor. Das Match dauerte insgesamt 4 Stunden und 7 Minuten und war das bis dahin längste seiner Profikarriere. Weitere Finalteilnahmen und gute Ergebnisse brachten ihn am 3. April 2000 im ATP-Ranking auf Platz 21, die beste Position seiner Karriere. Bei den US Open sorgte Zabaleta 2001 mit seinem Viertelfinaleinzug für Aufsehen; auf dem Weg dorthin besiegte er unter anderem den Top-10-Spieler Sébastien Grosjean. Die Viertelfinalpartie verlor er aber deutlich gegen Marat Safin.
2003 feierte er seinen zweiten ATP-Turniersieg in Båstad. Nach einem Halbfinalsieg über Carlos Moyá besiegte er im Finale Nicolás Lapentti mit 6:3, 6:4. Ein Jahr später verteidigte Zabaleta seinen Titel bei diesem Turnier mit einem Finalsieg über den amtierenden French-Open-Sieger Gastón Gaudio.
Weitere Erfolge blieben in den folgenden Jahren aus, so dass der Argentinier aus den Top 100 der Weltrangliste fiel und schlussendlich wieder bei Challenger-Turnieren antreten musste. Dies änderte sich 2007, als Zabaleta die Challenger-Turniere in La Serena und Bermuda gewann und das Finale des ATP-Turniers in Houston erreichte, was ihn wieder unter die bestplatzierten 100 Spieler brachte. Doch dies sollte nicht von Dauer sein; durch mehrere Verletzungen konnte er 2008 nur an wenigen Turnieren teilnehmen. Im März 2009 erreichte er noch das Challenger-Finale in Santiago de Chile, das er gegen seinen Landsmann Máximo González mit 4:6, 3:6 verlor.
Im Jahr 2010 beendete Zabaleta seine Profikarriere.

## Erfolge
| Legende (Anzahl der Siege)                       |
| Grand Slam                                       |
| ATP World Tour Finals                            |
| ATP Super 9 ATP World Tour Masters 1000          |
| ATP International Series Gold ATP World Tour 500 |
| ATP International Series ATP World Tour 250 (3)  |
| ATP Challenger Tour (3)                          |

### Turniersiege

#### ATP Tour
| Nr. | Datum            | Turnier    | Belag | Finalgegner      | Ergebnis       |
| --- | ---------------- | ---------- | ----- | ---------------- | -------------- |
| 1.  | 8. November 1998 | Bogotá     | Sand  | Ramón Delgado    | 6:4, 6:4       |
| 2.  | 13. Juli 2003    | Båstad (1) | Sand  | Nicolás Lapentti | 6:3, 6:4       |
| 3.  | 11. Juli 2004    | Båstad (2) | Sand  | Gastón Gaudio    | 6:1, 4:6, 7:64 |

#### Challenger Tour
| Nr. | Datum           | Turnier       | Belag | Finalgegner          | Ergebnis      |
| --- | --------------- | ------------- | ----- | -------------------- | ------------- |
| 1.  | 28. April 1996  | Birmingham    | Sand  | Bill Behrens         | 6:4, 6:4      |
| 2.  | 21. Januar 2007 | La Serena     | Sand  | Juan Pablo Brzezicki | 6:2, 6:4      |
| 3.  | 22. April 2007  | Grand Bermuda | Sand  | Frank Dancevic       | 7:5, 5:7, 6:3 |

### Finalteilnahmen
| Nr. | Datum          | Turnier    | Belag | Finalgegner       | Ergebnis                  |
| --- | -------------- | ---------- | ----- | ----------------- | ------------------------- |
| 1.  | 9. Mai 1999    | Hamburg    | Sand  | Marcelo Ríos      | 7:65, 5:7, 7:5, 6:75, 2:6 |
| 2.  | 22. Mai 1999   | St. Pölten | Sand  | Marcelo Ríos      | 4:4 Aufgabe               |
| 3.  | 8. August 1999 | Amsterdam  | Sand  | Younes El Aynaoui | 0:6, 3:6                  |
| 4.  | 2. März 2003   | Acapulco   | Sand  | Agustín Calleri   | 5:7, 6:3, 3:6             |
| 5.  | 15. April 2007 | Houston    | Sand  | Ivo Karlović      | 4:6, 1:6                  |